# 자니 키타가와
자니 키타가와(ジャニー喜多川, 본명: John Hiromu Kitagawa; 존 히로무 기타가와, 1931년 10월 23일 ~ 2019년 7월 9일)는 일본의 사업가이자 연예 기획자로 자니스 사무소, 제이 드림, 영 커뮤니케이션, 자니스 출판의 대표이사 사장이었다. 부모는 둘 다 일본인이지만 미국 태생이라 일본 국적 뿐만 아니라 미국 국적도 보유한 복수국적자였으나, 2014년에 미국 국적은 상실했다.
3남 1녀 중 차남으로, 누나는 자니스 사무소, 자니스 엔터테인먼트의 대표이사를 맡고 함께 경영한 메리 키타가와(본명: 후지시마 메리 야스코(藤島メリー泰子)이다. 또한 조카인 후지시마 쥬리 케이코는 쟈니스 사무소 대표이사 부사장, 제이 스톰, 유니존 대표이사 사장을 맡았다.
2019년 6월 18일에 지주 막하 출혈로 인해 쓰러져 도쿄도 내 병원으로 긴급후송되어 입원, 치료 중 2019년 7월 9일 오후 4시 47분경 사망하였다.
사망 이후 2022~2023년 쟈니스 사무소 전 연습생들의 자니 키타가와 성학대 폭로가 잇따라 나오면서 일본 연예계가 발칵 뒤집혔고, 쟈니스 사무소도 이를 인정하면서 사후 성범죄자로 생전 명예가 땅에 떨어지게 되었다.

## 학력
- 로스앤젤레스 시립대학 졸업
- 조치 대학교 국제학부 졸업

## 자니즈 사무소 설립
1960년대 초반, 자신이 살고 있던 도쿄·요요기의 점령 미군 숙소 "워싱턴 하이츠"에서 이웃 소년 30명을 모아 소년 야구 팀의 코치를 했다. 그 팀 이름은 본인의 별명이기도 한 "자니(Johnny)"에서 따와 "자니즈"라고 지었다. 이 팀의 멤버로는 하마다 미츠오, 오바타 야스시, 시라타 고지 등이 있었으며, 응원단에는 마츠시마 토모코가 있었다. 게다가 프로 야구구단과 역도산 등도 지원할 정도로 나름 이름을 날렸으며, 연습장도 릿쿄 대학의 그라운드로 전환했다.
어느 날, 이 팀의 멤버중에서 요요기 중학교에 다니는 4명을 선정해, 영화관에 데려갔다. 그리고 거기서 본 영화 《웨스트 사이드 스토리》에 일동이 감동하였고, 엔터테인먼트 사업을 하기로 결심한다. 이후 이 4명의 소년으로, 첫 번째 그룹인 자니스(통칭 초대 자니즈)를 1962년 4월에 결성. 처음에는 이케부쿠로 니시구치의 예능 프로덕션 "아라 예능학원 (현 나와 프로덕션)에 적을 두고 있었지만, 1962년 6월 자니즈 사무소를 창업. 처음에는 와타나베 프로덕션의 관리하에 운영되었지만, 1975년 1월에 독립하여 정식으로 주식회사로 법인 등기되었다.
누나 메리 키타가와는 1950년대부터 요쓰야 산쵸메의 엔쓰지자카 언덕 입구 오른쪽 편에 있었던 "스폿"이라는 이름의 카운터 바를 경영하였고, 바의 손님이었던 도쿄 신문 기자(이후 작가)인 후지시마 다이스케와 결혼했다. 이후 바를 폐점하고 쟈니즈 사무소의 경리를 담당하게 되었다.
사무소의 초창기에는 70년대 포 리브즈, 고 히로미, 노무라 요시오, 80년대 시부가키타이, 소년대, 히카루겐지 등이 활약을 하였고, 1991년 SMAP 등장 이후 자니스 소속 남성 아이돌은 전성기를 맞이하며 2000년대까지 큰 인기를 끌었다. 2010년대 들어선 이전만큼의 인기그룹을 내놓진 못했지만 그래도 여전히 일본 연예계 특히 남성 아이돌계에선 독보적인 위치에 있었다.

## 일화
- 자니 기타가와는 소속 탤런트를 부를 때에는 "YOU"라고 부르는 경우가 많은데, 요코야마 유를 "요코"라고 부르고 있다. 참고로 トキオ(도키오)의 고쿠분씨는 쟈니를 할배라고 불렀다고 한다.
- 갑자기 "오늘 일요일이니까, YOU, 수영장에 와버려"라고 전화를 하는 등 소속 탤런트의 출연 방송에서 자주 소재로 이야기되어, 소속 탤런트 뿐만이 아니라 많은 연예인이 "YOU、~しちゃいなよ”(너, ~해버려)"라는 말투를 흉내내고 있다. 또한, 그의 한마디로 그룹이 결성되고 콘서트가 결정되는 등, 가벼운듯 하면서 중요한 결정을 내리는 경우가 많아 이것도 소속 탤런트에 의해 많은 에피소드가 전해졌다. 허나 2020년대 성착취 파문이 폭로된 이후로는 당연히 금기시되고 있다.
- "경어는 딱딱하기 때문"이란 이유로, 자니스에서 경어 금지령을 내리고. 쟈니는 모든 소속 탤런트에게 "반말로 말해"라고 말했다. 소속 탤런트의 호칭은 "쟈니 상(쟈니씨)"또는 "사장님"이다.

## 수상 내역
- 2003년 기쿠다 가즈오 연극상 - 특별상 수상. ※시상식에는 도모토 고이치가 대리수상했다.
- 2011년 기네스 월드 레코즈 선정[2] "가장 많은 콘서트를 프로듀스한 인물", "가장 많은 넘버원 싱글을 프로듀싱한 인물"이었으나 2020년대 초 성착취 파문 이후 범죄자 기록은 제외하는 규정에 따라 기네스북 기록에서 삭제되었다.
- 2012년 일본 음악 저작권 협회(JASRAC) - 특별 표창 ※시상식에는 이나가키 고로가 대리수상했다.

## 같이 보기
- 자니 키타가와 성추행 스캔들